# 柏木町停留場
柏木町停留場（日语：／ Kashiwagichō teiryūjō */?）是位於日本北海道函館市柏木町1番地先的函館市交通局（函館市電）湯之川線的鐵路車站。

## 歷史
- 1931年（大正2年）6月29日 - 柏野站開始營業。
- 日期不明 - 改稱為柏木町（第二車庫前）站。
- 1951年（昭和26年）7月11日 - 改稱為柏木町站。

## 車站構造
- 柏木町站擁有2個月台（側式月台）、2條電車路線（相反方向）。
- 往湯之川方向的月台設置了時鐘。

## 車站周邊
- 函館柏木郵政局
- 陸奧銀行柏木町分店
- 北海道勞動金庫函館分店
- 北海道道83號函館南茅部線
- 函館大學附屬柏稜高等學校
- 北海道函館工業高等學校
- 函館大妻高等學校
- 函館醫療保育專業學校
- 函館短大附設廚師專業學校
- 食品城北海道柏木店
- 櫻丘通り
- 函館巴士「柏木町」站

## 相鄰停留場
函館市交通局（函館市電）
湯之川線
深堀町（DY06）－柏木町（DY07）－杉並町（DY08）

## 其他
在1974年（昭和49年）4月19日關閉位於車站南面的柏木車庫及交通局總廳舍。在車庫關閉後，乘客量下降不少。

## 外部連結
- 車站情報 - 柏木町（日文）